# Gare de Novare
La gare de Novare (en italien, Stazione di Novara), est une gare ferroviaire italienne des lignes : d'Alexandrie à Arona, de Turin à Milan, de Biella à Novare, de Domodossola à Novare, de Novare à Varallo et de Novare à Pino. Elle est située à proximité du centre-ville de Novare, capitale de la province de Novare dans la région du Piémont.
C'est une gare voyageurs, classée or, des Rete ferroviaria italiana (RFI), desservie par des trains Trenitalia.

## Situation ferroviaire
Établie à environ 150 mètres d'altitude, la gare de bifurcation de Novare est située : au point kilométrique (PK) 65,068 de la ligne d'Alexandrie à Arona, entre les gares de Garbagna et de Vignale ; au PK 98,940 de la ligne de Turin à Milan, entre les gares ouvertes de Borgo-Vercelli (s'intercale la gare fermée de Ponzana) et de Trecate ; à l'aboutissement de la ligne de Biella à Novare ; à l'aboutissement de la ligne de la ligne de Domodossola à Novare ; à l'origine de la ligne de Novare à Pino et à l'origine de la ligne de Novare à Varallo.

## Histoire
La gare a été mise en service le 3 juillet 1854, lors de l'ouverture de la portion Novara - Mortara de la ligne d'Arona à Alessandria.

## Service des voyageurs

### Accueil
Gare RFI, classée or, elle dispose d'un important et ancien bâtiment voyageurs géré par Centostazioni S.p.A.. Elle propose des services d'une grande gare, notamment : des guichets ouverts tous les jours, une salle d'attente et des automates pour l'achat de titres de transports. On y trouve également un bar et un restaurant
La traversée des voies et l'accès aux quais s'effectuent par un passage souterrain.

### Desserte
La gare est desservie par la ligne S6 du Service ferroviaire suburbain de Milan et par des trains régionaux.

## Traduction
- (en) Cet article est partiellement ou en totalité issu de l’article de Wikipédia en anglais intitulé « Novara railway station » (voir la liste des auteurs).